# Daniel Costantini
Daniel Costantini (født 31. oktober 1943 i Marseille, Frankrig) er en fransk tidligere håndboldspiller- og træner, der stod i spidsen for Frankrigs landshold mellem 1985 og 2001, og var med til at vinde både Frankrigs første medalje nogensinde, da han vandt bronze ved OL i 1992 og første guldmedalje nogensinde ved VM i Håndbold 1995.
Han er anerkendt som én af de bedste håndboldtrænere nogensinde, og i 2001 blev han udnævnt ridder af den Franske Æreslegion.
Desuden vandt han også guldmedaljer ved VM 2001, sølvmedaljer ved VM 1993 og bronzemedaljer ved VM 1997
På klubplan spillede han hele karrieren for Stade Marseillais Université Club, hvor han i en alder af 29 også startede trænerkarrieren.
Som spiller opnåede han 6 kampe på det franske landshold.